# Saint-Pé-d'Ardet
Saint-Pé-d'Ardet är en kommun i departementet Haute-Garonne i regionen Occitanien i södra Frankrike. Kommunen ligger i kantonen Barbazan som tillhör arrondissementet Saint-Gaudens. År 2022 hade Saint-Pé-d'Ardet 166 invånare.

## Befolkningsutveckling
Antalet invånare i kommunen Saint-Pé-d'Ardet
Referens:INSEE